# 奧德翁站
奧德翁站（法語：Odéon）是巴黎地鐵的一個車站。奧德翁站是巴黎地鐵4號線和巴黎地鐵10號線的車站，位於巴黎六區塞納河左岸的中心地區，得名于奥德翁剧院。奧德翁站開業於1910年1月9日。盧森堡宮位於奧德翁站附近。

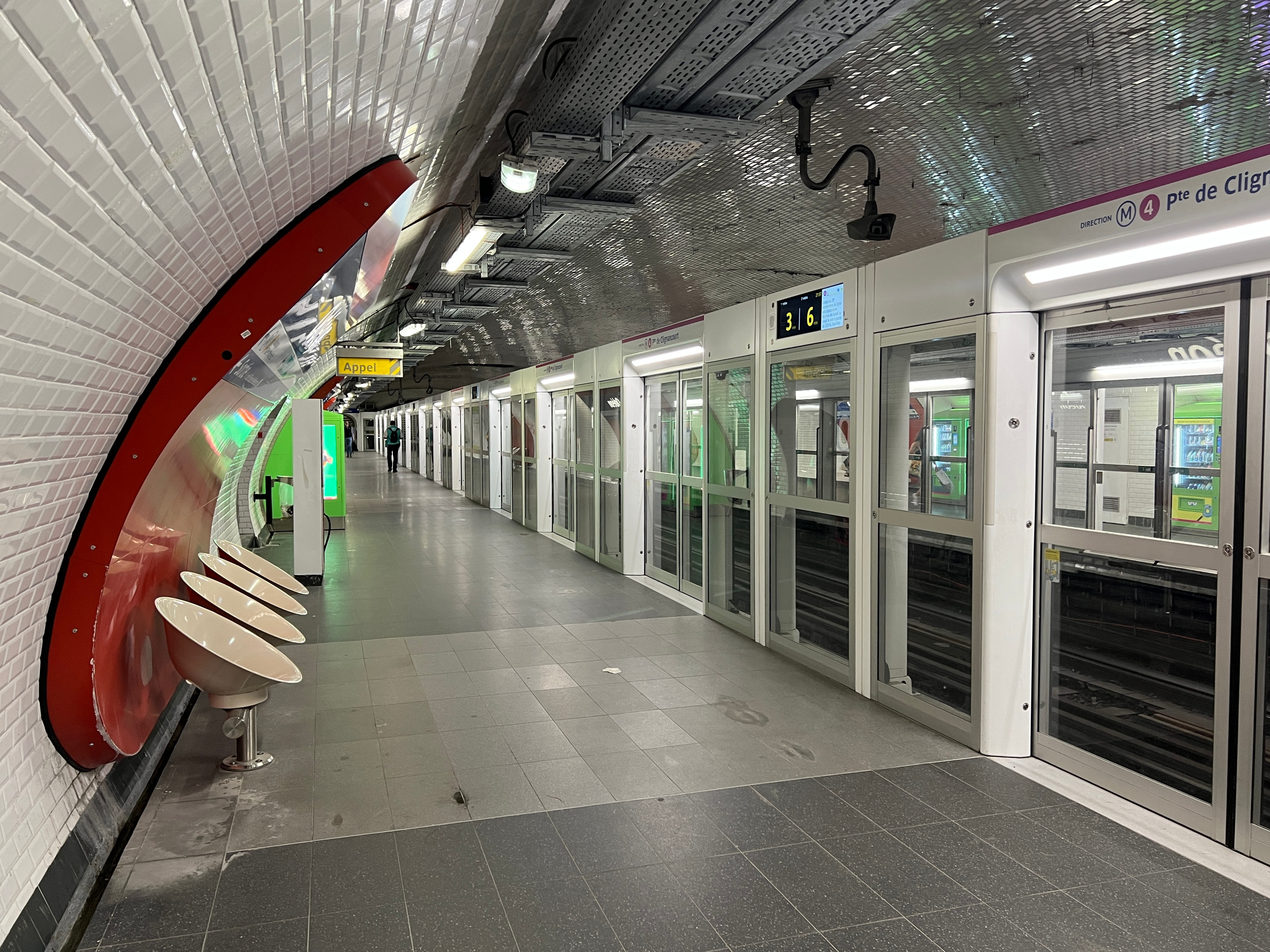
4號線月台 (2022年7月)

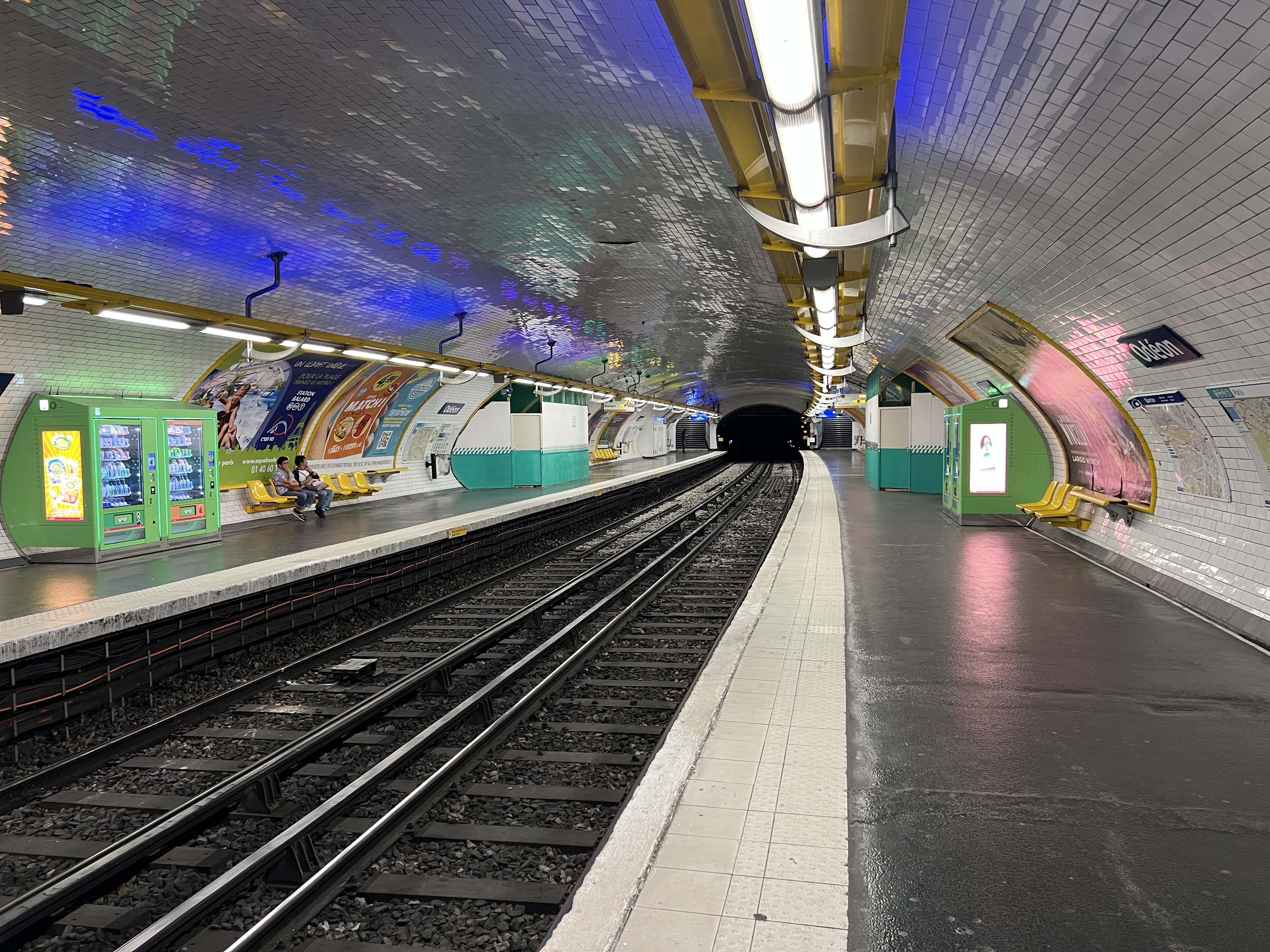
10號線月台 (2022年7月)

## 車站結構
| 街道層       |                    |                                        |
| B1           | 月台連接夾層       |                                        |
| 10號線月台層 | 側式月台，右側開門 | 側式月台，右側開門                     |
| 10號線月台層 | 西行               | 往布洛涅-聖克盧橋（马比荣）            |
| 10號線月台層 | 東行               | 往奧斯特里茨站（克呂尼-拉索邦）        |
| 10號線月台層 | 側式月台，右側開門 |                                        |
| 4號線月台層  | 側式月台，右側開門 | 側式月台，右側開門                     |
| 4號線月台層  | 北行               | 往克利尼昂库尔门（聖米歇爾）           |
| 4號線月台層  | 南行               | 往巴涅-露西·奧布拉克（圣日耳曼德普雷） |
| 4號線月台層  | 側式月台，右側開門 |                                        |